# Il podestà di Burgos
Il podestà di Burgos ossia Il signore del villaggio è un'opera in due atti di Saverio Mercadante, su libretto di Calisto Bassi. La prima rappresentazione ebbe luogo al Theater am Kärntnertor di Vienna il 20 novembre 1824.
Il lavoro piacque, contrariamente alle altre due opere composte per Vienna, Le nozze di Telemaco ed Antiope e Doralice, nei confronti delle quali la critica tedesca si era dimostrata severa, accusandole di essere state scritte «troppo indiligentemente».

## Trama
L'azione ha luogo in un villaggio del Regno di Napoli.

## Struttura musicale
- Sinfonia

### Atto I
- N. 1 - Introduzione Don Tiburzio! (Coro, Tiburzio, Sinfoniano, Panfilio, Agapito, Rebecca)
- N. 2 - Cavatina di Angelica L'ha sbagliata il signor zio
- N. 3 - Duetto fra Angelica e Sinfoniano Io vorrei, che il tuo bel cuore
- N. 4 - Cavatina di Edoardo Pensar, che in questi luoghi
- N. 5 - Terzetto fra Angelica, Sinfoniano ed Agapito Mio marito? oh ciel! che intesi?...
- N. 6 - Finale I Idol mio! (Angelica, Edoardo, Sinfoniano, Tiburzio, Coro, Panfilio, Rebecca)

### Atto II
- N. 7 - Coro ed Aria di Agapito Questa chiamata insolita - Un affare cancrenoso (Coro, Agapito, Tiburzio)
- N. 8 - Quartetto Andate, o non andate? (Sinfoniano, Edoardo, Agapito, Panfilio)
- N. 9 - Coro ed Aria di Angelica L'affanno sgombrate - Vieni, bell'idol mio (Coro, Angelica)
- N. 10 - Finaletto Frenar non posso il giubbilo (Edoardo, Angelica, Rebecca, Agapito, Sinfoniano, Panfilio)